# Nabis koelensis
Nabis koelensis är en insektsart som beskrevs av Blackburn 1888. Nabis koelensis ingår i släktet Nabis och familjen fältrovskinnbaggar. Inga underarter finns listade i Catalogue of Life.